# سامسونگ آی۸ پی‌ام‌پی
سامسونگ آی۸ پی‌ام‌پی (به انگلیسی: Samsung i8 PMP) یک دوربین دیجیتال ۸٫۲ مگاپیکسل و یک دستگاه پخش رسانه‌ای قابل حمل می‌باشد.

## گنجایش ذخیره‌سازی
این دستگاه ۱۹۵ مگابایت حافظه داخلی داشته و کارت‌های حافظه اس‌دی/اس‌دی‌اچ‌سی را تا ظرفیت ۴ گیگابایت پشتیبانی می‌کند.  

## ابعاد
۹۰٫۷ در ۵۸ میلیمتر در ۱۹٫۹ میلی‌متر ضخامت و ۱۱۶ گرم وزن بدون باتری و کارت حافظه می‌باشد.

## کارکردهای دوربین
دوربین قادر به ۳ برابر بزرگنمایی نوری و تشخیص رنگ‌های مختلف می‌باشد.

## کارکردهای پی‌ام‌پی
مدعی به پشتیبانی ایکس‌وی‌آی‌دی استاندارد ام‌پی‌ئی‌جی۴ است اما کاربران وجود اشکال در پخش فیلم‌های کدگذاری نشده به وسیلهٔ نرم‌افزار اختصاصی سامسونگ مبتنی بر سیستم عامل مایکروسافت ویندوز را گزارش می دهند.